# 亀山神社 (呉市清水)
亀山神社（かめやまじんじゃ）は、広島県呉市にある神社である。旧社格は県社で、現在は神社本庁の別表神社。旧呉市内の総氏神として信仰される。

## 祭神
八幡神として品陀和気命（応神天皇）・帯中日子命（仲哀天皇）・息長帯日売命（神功皇后）を祀る。

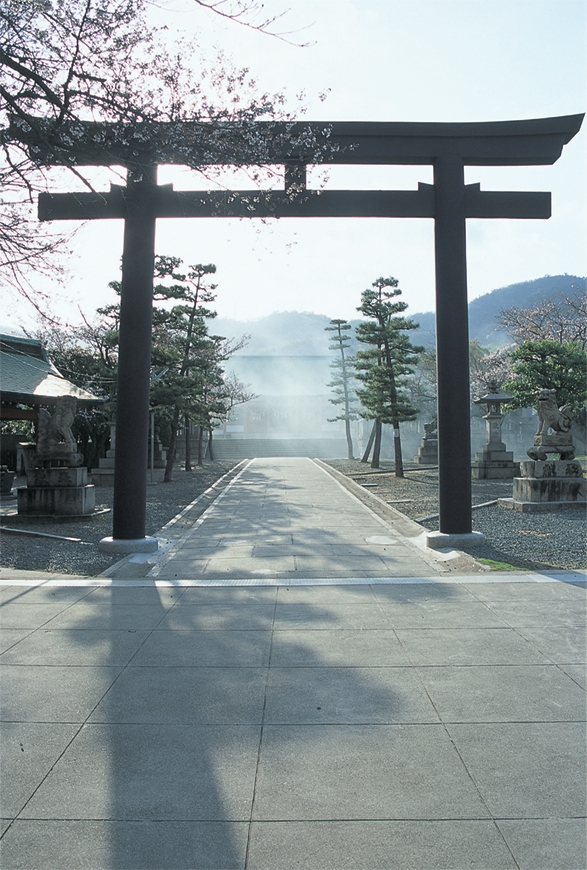
二の鳥居

## 歴史
豊前国宇佐に鎮座していた八幡神が、豊後国姫島、安芸国栃原を経て大宝3年（703年）8月15日に宮原村亀山（入船山）に遷座したのに始まると伝える。当社は皇城宮・大屋比売神社・大帯比売神社・比売志麻神社・鈴音宮などと呼ばれたが、一般には「八幡様」と呼ばれていた。明治19年（1886年）、亀山に呉鎮守府を開設するのに伴い現在地に遷座した。
昭和16年（1941年）に県社に列格した。昭和32年（1957年）に別表神社に加列された。